# Trichiosoma nigricoma
Trichiosoma nigricoma är en stekelart som beskrevs av Friedrich Wilhelm Konow 1906. Trichiosoma nigricoma ingår i släktet Trichiosoma, och familjen klubbhornsteklar. Arten är reproducerande i Sverige.